# Aston Martin DB Mark III

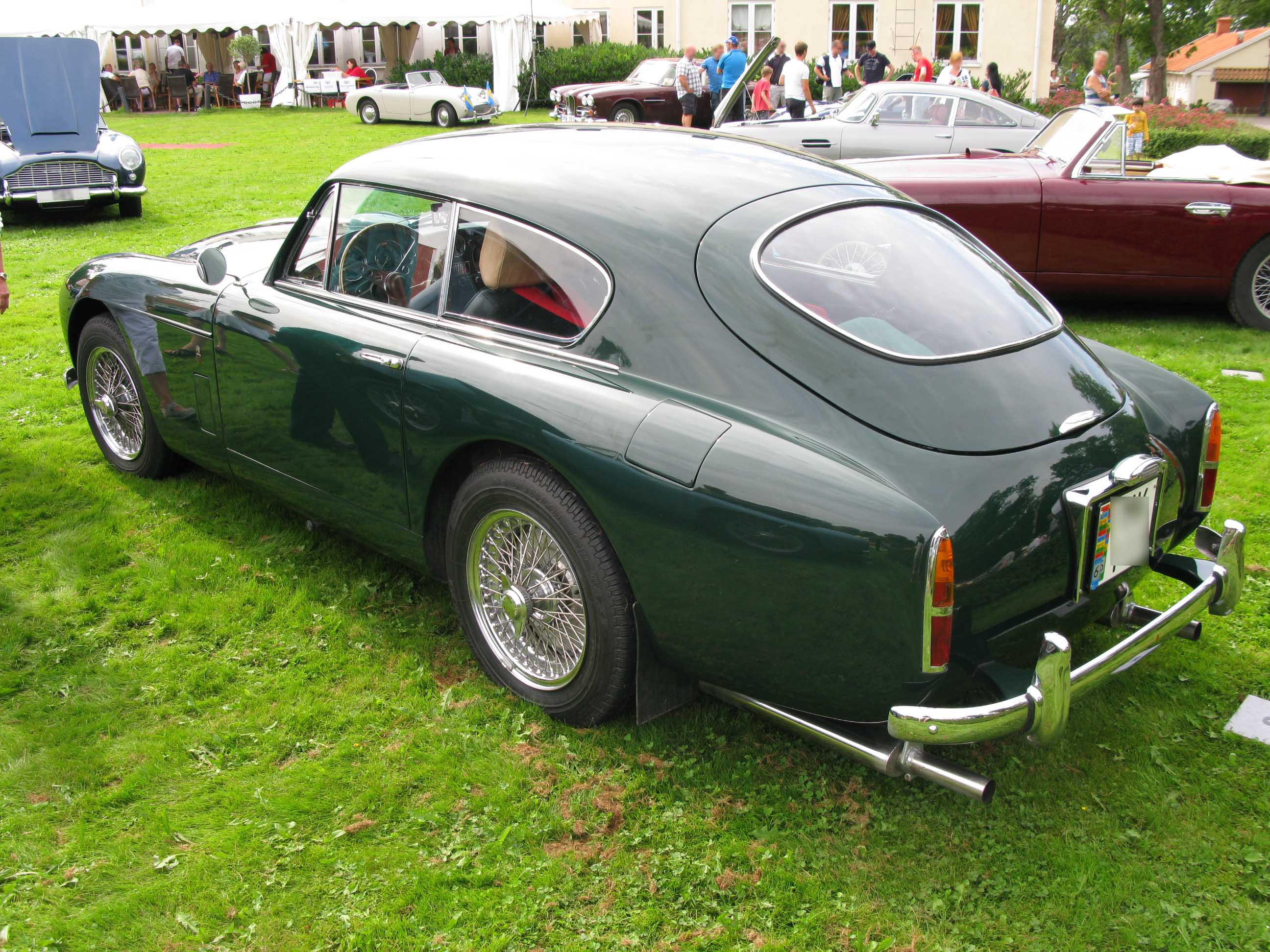

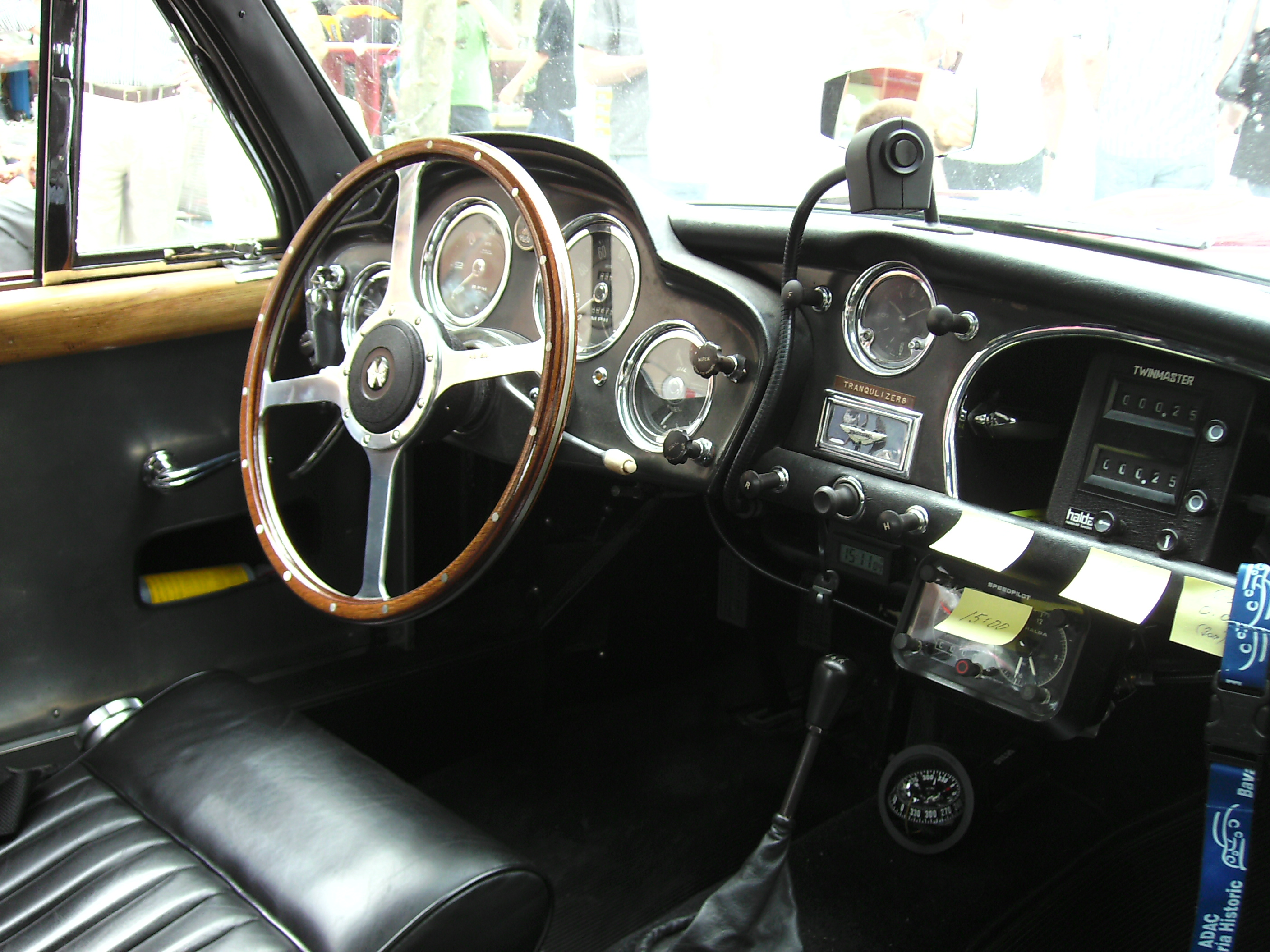

Aston Martin DB Mark III — автомобіль класу гран-турізмо, плід глибокого рестайлінгу варіанту DB2/4 Mark II. Примітна радіаторна решітка, яка набула знайому нам форму. Базовий 
двигун 2.9 Lagonda I6 розвивав 164 к.с., але з опціональним подвійним вихлопом - вже 180 к.с. Спецверсія двигуна, названа DBB, відрізнялася трьома карбюраторами Weber, своїм вихлопом і іншими розподільчими: 198 к.с. Спочатку гальма моделі DB Mark III були барабанними, але незабаром спереду за замовчуванням стали ставити диски. Це була одна з найважчих машин в сімействі — і тому ніколи не використовувалася заводський гоночної командою. Випущений 551 автомобіль.

## Двигуни
- 2.9 L Lagonda I6 144/180/198 к.с.